# Seznam slovenskih kantavtorjev
Seznam slovenskih kantavtorjev.

## A
- Julija Aljaž - July Jones
- Peter Andrej
- Borut Antončič - Bort Ross
- Anton Apohal
- Daniel Artiček - Dane
- Leon Ašenberger
- Katarina Avbar
- Damir Avdić - "Bosanski psiho" ("antikantavtor")
- Tjaša Avsec

## B
- Dominik Bagola - Balladero
- Zina Ban
- Anja Baš
- Urška Baković
- Darko Barbič (Dare Acoustic)
- Dani Bedrač
- Sara Being (pr.i. Ines Polončič)
- Jana Beltran
- Boris Benko
- Francesco Bergnach
- Manca Berlec
- Davorin Bešvir?
- Žiga Bižal
- Mateja Blaznik
- Maša Bogataj?
- Matija Bolčina
- Janez Bončina - Benč ?
- Marko Brecelj
- Leon Bučar
- Rudi Bučar
- Samo Budna

## C
- Drago Celan
- Matija Cerar
- Tjaša Cigut ?
- Arni L. Cindrič

## Č
- Segej Čas
- Ditka Čepin (Ditka)
- Andrej (in Simon) Černelč
- Simona Černetič - Aynee

## D
- Jernej Dirnbek - Dimek
- Peter Dirnbek
- Goran Dodig
- Janez Doltar?
- Tomaž Domicelj
- Bojan Drobež
- Neža Drobnič Bogataj

## E
- Sandra Erpe

## F
- (Vili Fajdiga)
- Janez Ferlež
- Samo Ferluga
- Robert Ficker
- Andrej Fon - Olfamož
- Simon Fugina (-Kühlschrank)

## G
- Giorgio Gaber (italijanski kantavtor slovenskih korenin - Gaberscik)
- Barbara Gabrielle
- Boštjan Gartner
- Gal Gjurin
- Severa Gjurin
- Samo Glavan
- Luka Gluvić
- Darko Grgič
- Marko Grobler
- Andrej Guček

## H
- Žan Hauptman?
- Bogdana Herman
- Domen - Don Holc
- Mateja Horvat - Moira
- Samo Horvatič
- Tomaž Hostnik
- Eva Hren?
- Sašo Hribar
- Enzo Hrovatin
- Vedran Husar

## I
- Andrej Ikica
- Ramona Irgolič

## J
- Miha Jazbinšek?
- Ljoba Jenče?
- Vlado Jeremič
- Aleksander Jež
- Željko Jugovič-Žeži
- Jernej Jung
- Ksenija Jus - Xsenia
- Katarina Juvančič
- Samo Južnič

## K
- Gregor Kacin Medle - Gregorov
- Ana Kalan
- Milan Kamnik
- Dani Kavaš
- Matej Kavčič
- Matej Kermavner
- Kiki (slovenska glasbenica)
- Jakob Kobal
- Majda Kočar
- Franci Kokalj
- Mateja Koležnik
- Igor Koprivnik - Biggl
- Anja Kotar
- Tinkara Kovač
- Jani Kovačič
- Lean Kozlar - Luigi
- Matej Krajnc
- Erika Kralj
- Zala Kralj
- Vlado Kreslin
- Gaja Kuščer
- Jani Kutin ?
- Jana Kvas

## L
- Gorazd Lampe
- Anže Langus Petrović - Dagi
- Dejan Lapanja
- Jure Lesar?
- Lado Leskovar
- Dare Likar?
- Arni Likar Cindrič
- Tomi Lorber
- Peter Lovšin
- Sebastijan Lukovnjak?
- Martin Lumbar
- Rok Lunaček

## M
- Svetlana Makarovič
- Alenka Marinič & Maja Dekleva Lapajne
- Marina Märtensson?
- Leon Matek
- Marko Matjašič?
- Tine Matjašič?
- Jernej Mažgon - Jerry
- Blaž Mencinger
- Peter Meze
- Aleksander Mežek
- Brane Mihajlovič - Kosta
- Gašper Mihelič ?
- Drago Mislej - Mef
- Iztok Mlakar
- Martina Mravinec

## N
- Boštjan Narat
- Janko Narat (- Jenki)
- Aleksander Novak
- Iztok Novak - Easy
- Jure Novak
- Mija Novak
- Miro Novak
- Nina Novak Oiseau
- Niko Novak
- Marijan Novina

## O
- Olfamož (Andrej Fon)

## P
- Vanja Pajntar
- Boštjan Pertinač
- Vojko Pavčič?
- Neža Pavlovič
- Milan Pečovnik - Pidži
- Tomaž Pengov
- Blaž Pentek
- Klemen Perih
- Nika Perunović
- Robert Petan*
- Alenka Pinterič
- Klemen Pisk
- Jan Plestenjak
- Andraž Polič
- Ines Polončič - Sara Being
- Lara Poreber - Lamai
- Rok Predin
- Zoran Predin
- Mojca Prejac

## R
- Janez in Uršula Ramoveš
- Martin Ramoveš
- Rajko Ranganata
- Matjaž Romih (& Vanja)
- Žiga Rustja

## S
- Bojan Sedmak (1958)
- Jana Sen
- Senida(h) (Hajdarpašić)?
- Žan Serčič
- Primož Siter?
- Marjan Smode
- Adi Smolar
- Boštjan Soklič
- Nika Solce
- Rajko Stropnik

## Š
- Tilen Šfiligoj
- Andrej Šifrer
- Anton Škrlj
- Edi (Edbin) Štefančič
- Martin Štibernik - Mistermarsh
- Tomaž Štular - Bordo

## T
- Zvone Tomac
- Andrej Tomšič?
- Andrej Trobentar
- Tschimy Obenga
- Ivo Tul
- Karel Turner?
- Primož Turk

## U
- Stefano Ukmar ?
- Dušan Uršič (Samo Glavan)

## V
- Boštjan Velkavrh
- Maja Veras
- Ivica Vergan
- Tadej Vesenjak
- Franc Vezela
- Daniel Vezoja
- Primož Vidovič*
- Alenka Vidrih?
- Andrej Vilčnik*
- Nina Virant?
- Primož Vitez?
- Alan Vitezič
- Miki Vlahovič
- Sabina Vostner
- Davor Vovko?

## Z
- Rihard "Riki" Zadravec
- Zalagasper (Zala Kralj & Gašper Šantl)
- Peter Zlodej
- Janez Zmazek - Žan
- Jernej Zoran
- Rafael Zupanc - Raf

## Ž
- Tjaša Žalik
- Željko Jugovič-Žeži
- Jože Žvokelj - Jodl